# أنهيدراز كربوني 5أ، متقدري
الأنهيدراز الكربوني 5أ، المتقدري (بالإنجليزية: Carbonic anhydrase 5A, mitochondrial)‏ هو بروتين يُرمّز لدى البشر بواسطة جين CA5A.

## الوظيفة
الأنهيدرازات الكربونية هي عائلة من إنزيمات الزنك الفلزية التي تحفز إماهة ثنائي أكسيد الكربون. وتشارك في مختلف العمليات البيولوجية بما في ذلك: التنفس، التكلس، توازن الحمض-أساس، الارتشاف العظمي وتكون الخلط المائي، السائل الدماغي الشوكي، اللعاب والحمض المعدي. تبدي الأنهيدرازات الكربونية تنوعا كبيرا في التوزع النسيجي وفي تموضعها الخلوي. يتواجد CA5A في المتقدرات ويُعبر عنه في المقام الأول بالكبد. يمكن أن يلعب CA5A دورا مهما في تكون اليوريا ويقع في الموقع الصبغوي 16q24.3 ويوجد جين زائف في الموقع. (حسب قاعدة بيانات مرجعية في يولو 2008).